# 獨角雪冰魚
獨角雪冰魚，為輻鰭魚綱鱸形目南極魚亞目鱷冰魚科的其中一種，分布於南冰洋海域，棲息深度4-600公尺，體長可達49公分，生活在大陸棚，為底棲性魚類，屬肉食性，生活習性不明。

## 擴展閱讀
維基物種上的相關：獨角雪冰魚